# Irinej (Patriarch)

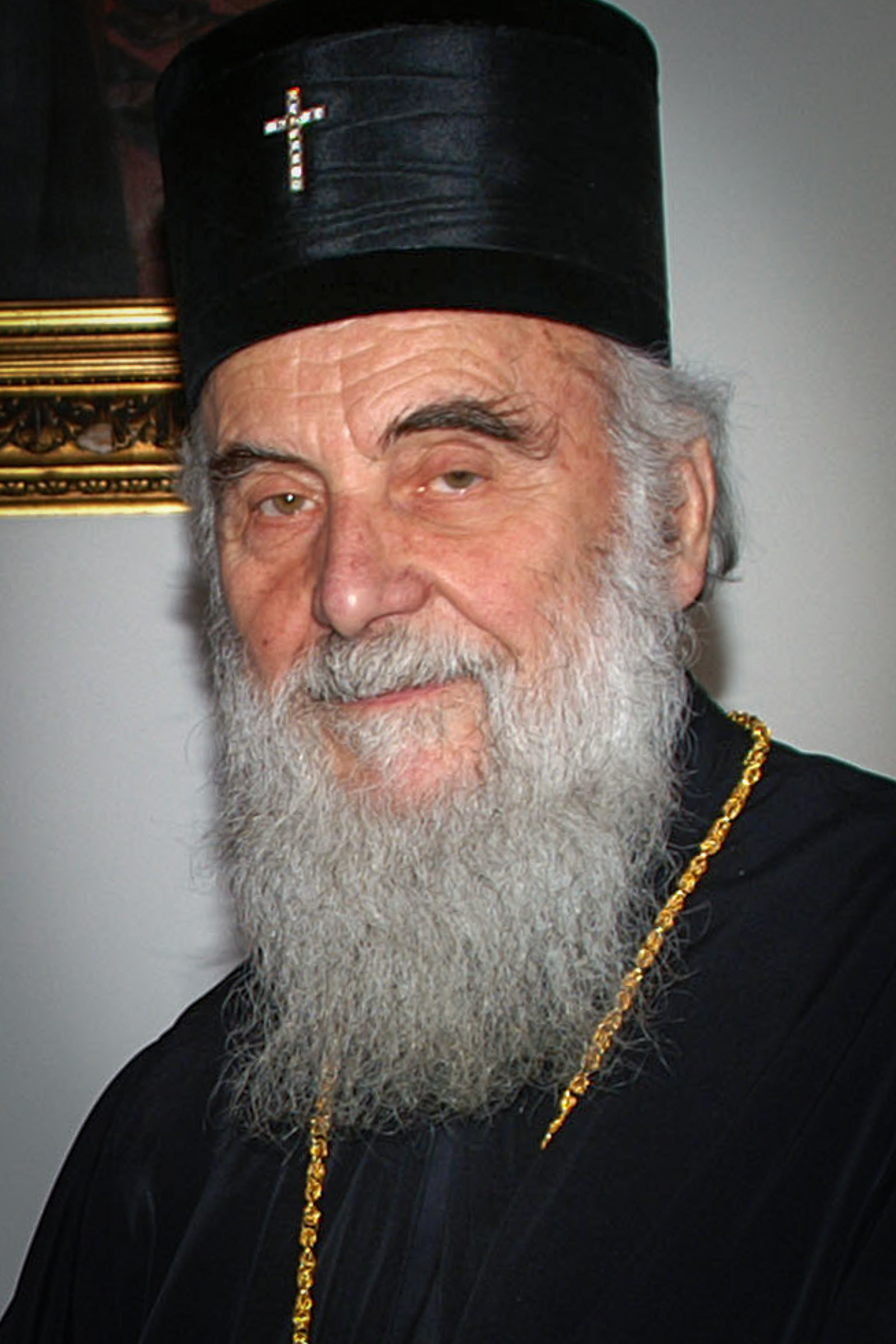
Patriarch Irinej im Jänner 2012

Irinej I. (serbisch-kyrillisch Иринеј, deutsch auch Irenäus von Niš; * 28. August 1930 als Miroslav Gavrilović in Vidova bei Čačak, Königreich Jugoslawien; † 20. November 2020 in Belgrad, Serbien) war von 2010 bis zu seinem Tod Metropolit von Belgrad und Karlovci, Erzbischof von Peć und serbisch-orthodoxer Patriarch.

## Leben
Er besuchte das Gymnasium in Čačak, danach die theologische Schule in Prizren. Anschließend studierte er an der Theologischen Fakultät in Belgrad. Nach seinem Dienst in der jugoslawischen Armee wurde er 1959 vom Patriarchen German zum Mönch mit dem Namen Irinej geweiht. Von 1959 bis 1968 lehrte Irinej als Professor an der theologischen Schule in Prizren. Nach seinen Studien in Athen wurde er zum Leiter der Mönchsschule im Kloster Ostrog, um von 1971 bis 1974 erneut als Professor in Prizren tätig zu sein.
1974 wurde er zum Bischof von Moravica und Vikar des Patriarchen German, 1975 zum Bischof von Niš. In Niš blieb er die nächsten 35 Jahre.

### Patriarch der Serbisch-Orthodoxen Kirche

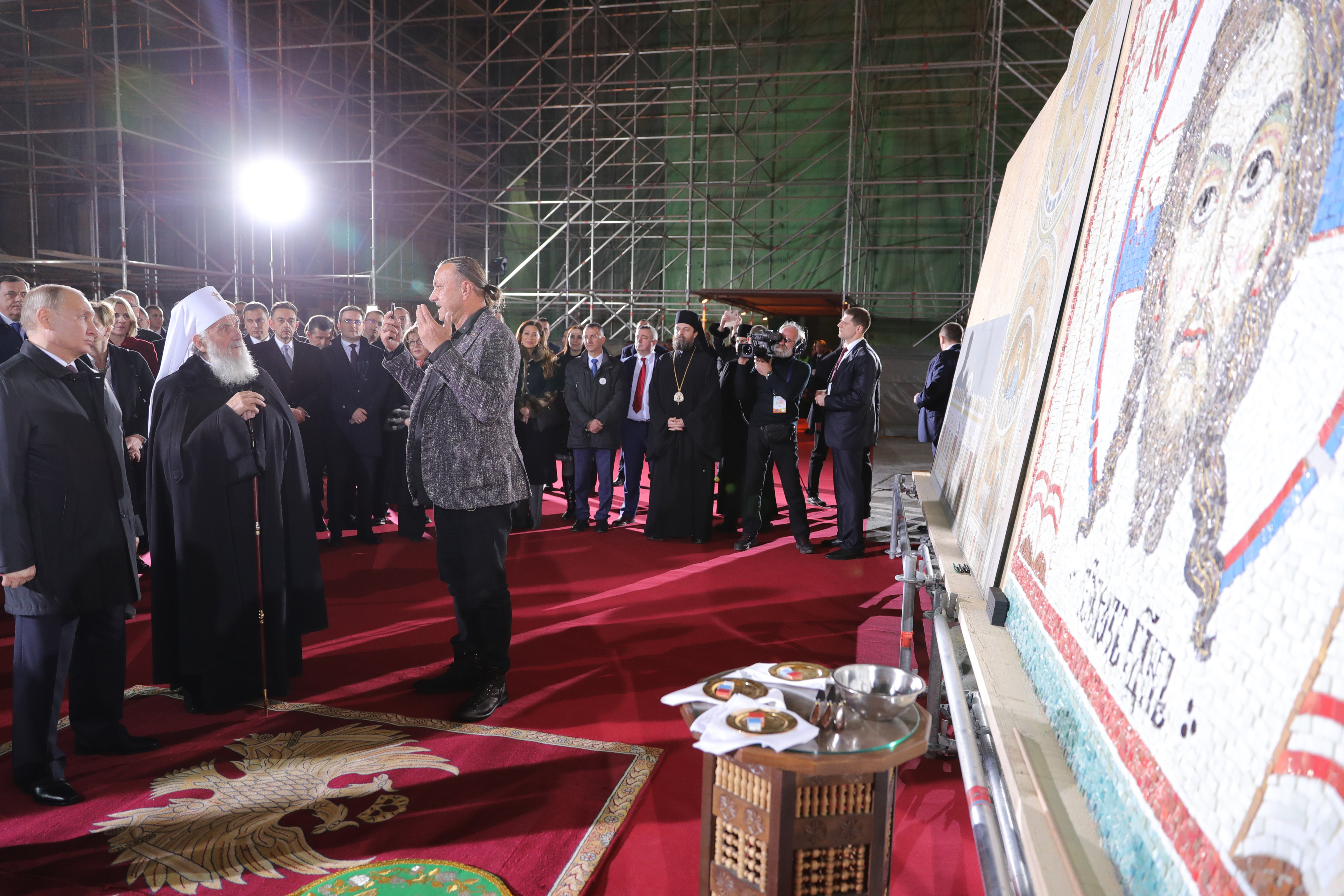
Patriarch Irinej mit Wladimir Putin und Nikolaj Muhin anlässlich der Mosaikarbeiten im Dom des Heiligen Sava im Februar 2019

Am 22. Januar 2010 wurde Irinej als Nachfolger von Pavle zum Patriarchen der serbisch-orthodoxen Kirche gewählt bzw. mit der „apostolischen Art der Wahl“ gelost: Zuerst wird geheim so lange abgestimmt, bis sich die geistlichen Würdenträger auf drei Kandidaten einigen. Dann mischt ein Mönch die verschlossenen Umschläge mit den Namen der Bischöfe und lost den Patriarchen aus. Zuvor wird der Heilige Geist herbeigerufen, der auf diese Weise für die Wahl des neuen Patriarchen mitverantwortlich ist. Dieses Wahlverfahren wurde eingeführt, um u. a. die Autonomie der Kirche bei der Patriarchenwahl zu erhalten und den Einfluss des Staates zu beschränken.
Die Inthronisation fand am 23. Januar 2010 in der Belgrader Kathedrale statt.

### Causa Stepinac
In Fragen der Kanonisierung des katholischen Kardinals Alojzije Stepinac kam es zu einem intensiven Kontakt zwischen Irinej und Papst Franziskus. Irinej hatte zwar keine direkte Begegnung zu Franziskus, der ökumenische Dialog wurde jedoch auf höchster Ebene durch die Metropoliten Amfilohije und Irinej Bulović sowie dem Orientalisten und ehemaligen Gesandten der Bundesrepublik Jugoslawien am Heiligen Stuhl, Darko Tanasković, geführt. Tanasković berichtete, dass die serbische Delegation 2016 ein Schreiben Irinejs, dessen Inhalt nicht bekannt ist, an Franziskus überreichte. Die Ergebnisse der gemischten Kommission führten 2017 zum vorläufigen Stopp der Kanonisierung Stepinac durch Papst Franziskus.
Zu Journalisten äußerte Franziskus 2019, dass er die Vorbehalte Irinejs und der serbisch-orthodoxen Kirche zur Causa Stepinac angenommen habe; diese Entscheidung diene der christlichen Ökumene:

“I prayed, I considered, I sought advice and I saw that I need to seek help from Irinej. He is a great patriarch. Irinej helped, we created a joint historic commission, and we cooperated. Truth is both mine and Irinej’s only interest. And not to make a mistake. What purpose would declaring (Stepinac) a saint serve, if the truth was not clear? That would serve no one.”

„Ich betete, ich überlegte, ich suchte Rat und sah, dass ich Hilfe von Irinej suchen musste. Er ist ein großer Patriarch. Irinej half, wir gründeten eine gemeinsame historische Kommission und wir arbeiteten zusammen. Die Wahrheit ist sowohl mein als auch Irinejs einziges Interesse. Und keinen Fehler zu machen. Welchen Zweck würde es haben, (Stepinac) als Heiligen zu deklarieren, wenn die Wahrheit nicht klar wäre? Das würde niemandem dienen.“

### Krankheit und Tod
Nachdem der Patriarch am 4. November 2020 positiv auf COVID-19 getestet worden war, befand er sich seit dem 5. November in klinischer Behandlung. Eine Verschlechterung seines Gesundheitszustandes trat, ausgelöst durch ein chronisches Herzleiden, am 19. November 2020 ein. Sein Tod wurde am 20. November 2020 von der Klinik bestätigt. Irinej hatte am 1. November 2020 in Podgorica die Totenmesse für den an COVID-19 verstorbenen Metropoliten von Cetinje Amfilohije abgehalten. Die zur Trauerfeier versammelten Menschen hielten sich dabei überwiegend nicht an die Infektionsschutzmaßnahmen. Neben Irinej hat sich auch Bischof Joanikije Mićović, der Vorstehende der Eparchie Budimlje Nikšić und Interimsmetroplit der Metropolie von Montenegro und dem Küstenland, mit SARS-CoV-2 infiziert. Amfilohije Radović, der serbisch-orthodoxe Metropolit von Montenegro und dem Küstenland und Erzbischof von Cetinje, war erst am 30. Oktober 2020 an einer COVID-19-Erkrankung verstorben. Darauf, dass Irinej und andere hochrangige Geistliche die Gefahren des Virus unterschätzten und z. B. Abendmahlsfeiern nicht dergestalt ausrichteten, dass das Infektionsrisiko verringert werden könnte, wurde auch kirchenintern hingewiesen.

### Postume Würdigung und Begräbnis
Die Regierung Serbiens hatte angesichts des Ablebens des Patriarchen eine dreitägige Staatstrauer angeordnet. Zu den Begräbnisfeierlichkeiten nahm die Ehrengarde der Armee Serbiens teil, die den Sarg vom Patriarchensitz in die Kathedrale überführte.
Der Russische Patriarch Kyrill würdigte Irinej als großen Freund der Russisch-Orthodoxen Kirche und Unterstützer der Position der Ukrainisch-Orthodoxe Kirche Moskauer Patriarchats im Orthodoxen Kirchenstreit 2018. Er sprach auch an, dass geplant war, dass er zusammen mit Irinej die Eröffnung des Doms des Heiligen Sava vornehmen wollte, sowie dass die Dekoration der Mosaiken der Kirche zu den großen verwirklichten Vorhaben während der Zeit in der Irinej den Patriarchensitz innehatte, gehören.
Irinej wurde am 22. November 2020 in der Krypta der Kathedrale des Heiligen Sava bestattet. Der Leichnam Irinejs wurde zum 21. November 2020 in der Belgrader St.-Michaels-Kathedrale sowie anschließend im Dom des Heiligen Sava aufgebahrt. Die Totenmesse am 22. November war für 9 Uhr angesetzt worden. Seine letzte Ruhestätte ist die neue Kathedrale Belgrads auf dem Vračar, die unter Irinej vollendet werden konnte. Als neue Hauptkirche der Serbischen Orthodoxen in Belgrad birgt sie unter dem Altarniveau eine Patriarchengruft mit neun Begräbnisplätzen. Irinej ist der erste Patriarch, der in der Gruft beerdigt wird.
Dem Totengedenken am 22. November wohnte die politische Führung Serbiens sowie als Vertreter des Bosnischen Staatspräsidiums Milorad Dodik sowie der designierte Premier Montenegros Zdravko Krivokapić bei. Die Liturgie hielt als ältester Metropolit der Serbisch-Orthodoxen Kirche Hrizostom Jević ab. Vom Moskauer Patriarchat nahm der Leiter des Moskauer Außenamts der Russisch-Orthodoxen Kirche und Bischof von Wolkolkamsk Hilarion Alfejew teil. Die Ukrainische Orthodoxe Kirche Moskauer Patriarchats war durch den Metropoliten Antoni Pakanycz vertreten.

## Orden und Ehrungen
- 2011 Collane des Ordens des Adlers von Georgien
- 2011 Orden der Republik Srpska
- 2013 Großkreuz des Ritterordens Stern von Karadorde
- Orden des hl. Nikolaus der Eparchie Sabac
- Orden Fürst Jaroslaw des Weisen 1. Klasse
- Ehrenbürger von Zemun